# ポプラディア
『総合百科事典ポプラディア』（そうごうひゃっかじてんポプラディア、英: POPLARDIA/POPLAR ENCYCLOPEDIA）は、ポプラ社が発行する児童向けの日本語百科事典である。2002年3月1日に初版、2005年2月28日に補遺1巻、2011年1月18日に新訂版、2021年11月17日に第三版が刊行された。第三版は全18巻、項目数30,500。インターネット版のポプラディアネットも提供されている。
関連商品に月刊ポプラディア、ポプラディア情報館などがある。

## 特徴
児童向けの百科事典であるため、多くの漢字にルビをふっている。第三版では総ルビとなった。項目の文章では「面白くて、読んでためになる」をコンセプトにしており、読んで楽しいものになることを目指したという。ポプラディアでは一部の大項目を除き基本的に署名記事となっていない。これは研究者、専門家が書いた文章を子供向けの本を手がける編集者やライターが書き直し、さらにそれを研究者、専門家が確認するといったような過程を経て記事が作られているためである。
第三版ではユニバーサルデザインフォントを使用するなど、ロービジョンやディスレクシアの読者に配慮されている。

## 発刊の経緯
ポプラディアは2002年の学習指導要領改訂によって本格的に導入された総合的な学習の時間への対応を狙い企画された。当時、児童が調べ学習に取り組むに際し、既存の百科事典では、内容が古い、子供には難しいといった問題があったという。当時百科事典はCD-ROM版が普及して書籍は主流ではなくなっており、百科事典の企画に対し周囲の反応は冷ややかでポプラ社内からも反対の声が上がったが、同社社長の坂井宏先がそうした声を押し切り、日本では1988年の平凡社『世界大百科事典』以来となる新規刊行の書籍の百科事典として2002年3月に発刊された。8万8千円（発売記念価格）という価格もあって発刊前には売れ行きは不安視されていたが小中学校のニーズに応えたポプラディアは大きく売り上げを伸ばし、同年7月には損益分岐点の1万6千セットを越え、2010年までに約6万セットを売り上げている。

## 書誌事項
- 総合百科事典 ポプラディア 全12巻、2002年、ISBN 9784591994122 - 23,000項目[6]
- 総合百科事典 ポプラディア プラス1 2005補遺、2005年、ISBN 9784591083031
- 総合百科事典 ポプラディア 新訂版 全12巻、2011年、ISBN 9784591911860 - 24,500項目[6]
- 総合百科事典 ポプラディア 第三版 全18巻、2021年、ISBN 9784591919354

## ポプラディアネット
ポプラディアネットはポプラディアのインターネット版。2006年12月にサービスを開始した。利用料金の支払いについては、年間ライセンスが書籍として販売されているほか、クレジットカードでの月ごとの支払いも可能。

## デジタルポプラディア
デジタルポプラディアはかつて刊行されていたポプラディアのDVD-ROM版。プラスはアップデート版で、前のバージョンのインストールが必要。インターネットを経由しての情報更新にも対応していた。
- 『総合百科事典デジタルポプラディア 2005』（2004年11月発売）
- 『総合百科事典デジタルポプラディア 2006セット』（2005年11月発売）
- 『総合百科事典デジタルポプラディア プラス1 2006』（2005年11月発売）
- 『総合百科事典デジタルポプラディア プラス2 VOICE』（2006年11月発売） - 音声入力に対応

## 関連商品
- 月刊ポプラディア - 2011年3月で休刊[8]
- ポプラディア情報館 - テーマ別の学習資料集
- ポプラディア学習帳 - サンスター文具[9]（当初はセイカ）の「セイカレーベルブランド」で発売されていた。